# Linia kolejowa Protivec – Bochov
Linia kolejowa Protivec – Bochov (Linia kolejowa nr 163 (Czechy)) – jednotorowa, regionalna i niezelektryfikowana linia kolejowa w Czechach. Łączy Protivec i Bochov. Przebiega w całości przez terytorium kraju karlowarskiego.